# 永田正實
永田 正實（7月24日—），日本漫畫家。廣島縣出身。現住東京都。

## 作品
- 戀愛目錄、全34冊、原名《恋愛カタログ（日语：恋愛カタログ）》，天下出版代理。

以下，疑似未有中文版
- 原名
- 原名
- 原名
- 原名
- 原名
- 原名
- 原名
- 原名

## 外部連結
- （日語）Have a nice day （页面存档备份，存于） -